# Función parcial
Las funciones se pueden clasificar en función de su conjunto de partida (o dominio). Dando lugar a dos tipos, parciales y totales.

## Función parcial
Una función parcial es una relación que asocia elementos de un conjunto (a veces denominado dominio) con, como máximo, uno de los elementos de otro conjunto (que puede ser el mismo), llamado codominio. En cualquier caso, no es necesario que todos los elementos del dominio estén asociados con algún elemento del codominio.
Si todos los elementos de un conjunto X se asocian con un elemento de Y mediante una función parcial f:X→Y , entonces se dice que f es una función total, o simplemente una función, como se entiende tradicionalmente este concepto en matemáticas. No todas las funciones parciales son funciones totales.

## Función total
En matemáticas, una función se dice que es total si está definida para todo el conjunto de partida. Para comprender esto, debemos saber que:
Sea f: A → B, diremos que f está definida para un elemento  {\displaystyle a\in A} si existe un par  {\displaystyle {\begin{pmatrix}a,&f(a)\end{pmatrix}}\in f}. Esto se escribe como f(a) = ↓. Por el contrario, escribiremos f(a) = ↑ cuando f no está definida para a.
Una función que no es total, es decir, que está indefinida para algún/os elemento/s, se conoce como parcial.

## Discusión y ejemplos
El primero de los diagramas mostrados representa una función parcial; no es una función total porque el elemento 2 en el conjunto de la izquierda no está asociado con ningún elemento del conjunto de la derecha. 
Considérese la función del logaritmo natural, que relaciona el conjunto de los Números Reales consigo mismo. El logaritmo de un número real negativo no es un número real, así que el logaritmo natural no asocia a todos los elementos del codominio con un elemento del dominio. Por lo tanto, el logaritmo natural no es una función total cuando se la considera como una función del conjunto de números reales consigo misma, sino una función parcial. Si el dominio se restringiera al conjunto de los reales positivos, entonces si se trataría de una función total.